# Александр Влагос
Александр Влагос (англ. Alexander Vlahos; нар. 30 липня 1988, Суонсі, Уельс, Велика Британія) — уельський актор і музикант, який відомий ролями в серіалах «Версаль»(Філіпп I Орлеанський), «Пригоди Мерліна» (Мордред).

## Біографія
Александр Влагос народився в Суонсі, Велика Британія, але ріс в Ллантрістанті, Уельс. Його мама має уельське коріння, а батько грецьке. Александр розмовляє уельською та англійською мовами. У 2009 році Влагос закінчив Королівський уельський коледж музики та драми.

## Кар'єра
Вперше Александр з'явився на телеекрані зображуючи Ділана в серіалі «Зіткнення». Наступного року він з'явився одразу в кількох телепроєктах, зокрема «Лікарі», «Пен Талар». Після появи в теледрамі «Вежа» актор отримав роль у містичній драмі «Грай до смерті», а також приєднався до серіалів «Мерлін» і «Рядові».
У французькому історичному драматичному серіалі «Версаль» Александр Влагос виконав одну з основних ролей — брата короля (Джордж Блаґден) Філіппа I Орлеанського. У 2016 він з'явився в одному епізоді докудрами «Нашестя варварів», а наступного року втілив філософа та математика Моріса Соловіна в телесеріалі-антології «Геній».

## Фільмографія
| Рік         |    | Українська назва                           | Оригінальна назва              | Роль                 |
| ----------- | -- | ------------------------------------------ | ------------------------------ | -------------------- |
| 2009 — 2010 | с  | Зіткнення                                  | Crash                          | Ділан                |
| 2010        | с  | Пен Талар                                  | Pen Tala                       | Айоло                |
| 2010        | с  | Лікарі                                     | Doctors                        | Льюїс Катлер         |
| 2010        | с  |                                            | All Shook Up!                  | Дефайдд Гіббард      |
| 2010        | с  | Індійський лікар                           | The Indian Doctor              | Том Еванс            |
| 2010        | кф | Яскраві вогні                              | Bright Lights                  | Стеф                 |
| 2011        | тф | Вежа                                       | The Tower                      | Том                  |
| 2012        | ф  | Грай до смерті                             | Truth or Dare                  | Люк                  |
| 2012        | с  | Пригоди Мерліна                            | Merlin                         | Мордред              |
| 2013        | с  | Рядові                                     | Privates                       | рядовий Кінан        |
| 2013        | ф  | Національний театр у прямому ефірі: Макбет | National Theatre Live: Macbeth | Малкольм             |
| 2013        | кф | Інші очі                                   | Button Eyes                    | хлопчик              |
| 2015 — 2018 | с  | Версаль                                    | Versailles                     | Філіпп I Орлеанський |
| 2016        | ф  | Полювання на голови                        | The Head Hunter                | Герберт              |
| 2016        | с  | Нашестя варварів                           | Barbarians Rising              | Валентиніан          |
| 2016        | с  | Уразливість нульових днів                  | Prisoner Zero                  |                      |
| 2017        | с  | Геній                                      | Genius                         | Моріс Соловін        |
| 2020        | с  | Смерть у раю                               | Death in Paradise              | Макс Ньюман          |
| 2022 — 2023 | с  | Чужоземка                                  | Outlander                      | Аллан Крісті         |
| 2022        | с  | Сандітон                                   | Sanditon                       | Чарльз Локхарт       |
| 2024        | ф  | Ірландське бажання                         | Irish Wish                     | Пол Кеннеді          |